# Zofia Gaszyńska
Zofia Gaszyńska (ur. 19 kwietnia 1924 w Uniejowie, zm. 19 stycznia 1992) – polska bibliotekarka, kierownik Biblioteki Centralnej Miejskiej Biblioteki Publicznej im. Adama Asnyka w Kaliszu.

## Życiorys
Była córką Stanisława i Jadwigi z Kuchcińskich. Przed wybuchem II wojny światowej zdążyła ukończyć II klasę gimnazjum ogólnokształcącego w Turku, potem przeżyła wraz z rodziną przymusowe przesiedlenie. Przez trzy lata pracowała w administracji niemieckiej jako pomoc biurowa w kasie chorych w Turku. Również po wojnie zatrudniona była w biurze – w Rejonie Dróg Publicznych w Turku (1945–1949). Pracę łączyła z nauką, kończąc kolejno gimnazjum i liceum korespondencyjne w Łodzi (matura w 1950). Podjęła z kolei studia na Wydziale Filozoficzno-Historycznym Uniwersytetu Łódzkiego, w 1953 uzyskując dyplom ukończenia studiów wyższych I stopnia na kierunku historia, ze specjalizacją bibliotekoznawczą.
Od 1953 pracowała nieprzerwanie w zawodzie bibliotekarza. Do 1958 związana była z Biblioteką Główną Politechniki Łódzkiej, w latach 1958–1960 pracowała w bibliotece Szkoły Podstawowej nr 43 w Łodzi. W 1961 osiadła w Kaliszu, od września do grudnia tegoż roku kierowała tamtejszą Powiatową Biblioteką Publiczną. Od stycznia 1962 pracowała w Miejskiej Bibliotece Publicznej im. Adama Asnyka w Kaliszu. W 1964 na Uniwersytecie Łódzkim uzyskała magisterium z historii. W Bibliotece im. Asnyka pracowała kolejno w Punkcie Informacji Bibliograficznej (1965), w Dziale Informacyjno-Bibliograficznym (kierownik w latach 1966–1968), w Bibliotece Centralnej przy alei Wolności (późniejsza filia nr 13, wreszcie filia nr 4). Przez pewien czas była zastępcą kierownika Miejskiej Biblioteki Publicznej (1967), a od lipca 1979 kierowała Biblioteką Centralną; prowadzona przez nią placówka szczyciła się ówcześnie najbogatszym księgozbiorem i największymi tradycjami wśród kaliskich bibliotek. Uczestniczyła w pracach nad utworzeniem Biblioteki Głównej w pałacu Müllerów przy ul. Legionów, otwartej w 1986, m.in. wydzielając na jej potrzeby z zasobów Biblioteki Centralnej księgozbiór naukowy.
We wrześniu 1984 doszła do stanowiska starszego kustosza. Była wieloletnim (od 1962) członkiem Stowarzyszenia Bibliotekarzy Polskich, należała także do Związku Zawodowego Pracowników Kultury i Sztuki.
Zmarła nagle 19 stycznia 1992, do końca życia pozostając aktywną zawodowo. Pochowana jest w grobie rodzinnym na cmentarzu miejskim w Turku.

## Odznaczenia
Została odznaczona Złotym Krzyżem Zasługi (1986) oraz odznaką „Zasłużony Działacz Kultury” (1978).